# Benedetto Croce
Benedetto Croce (Pescasserola, 25. veljače 1866. – Napulj, 22. veljače 1952.), talijanski filozof, političar, povjesničar umjetnosti i literarni kritičar 
Bio je ministar prosvjete i predsjednik Liberalne partije Italije. Njegova društvena i literarno-historijska djelatnost osobito je došla do izražaja u časopisu "La Critica", koji je 1903. s G. Gentileom i pokrenuo. Glavno filozofsko djelo kojim se pručuo jest "Filozofija kao znanost duha". Smatrao je da postoje dvije temeljne forme ljudske spoznaje: intuitivna, do koje se dolazi putem fantazije i logička, putem intelekta. Pisao je i brojne historijske oglede i književne monografije.  